# Gat marsupial septentrional
El gat marsupial septentrional (Dasyurus hallucatus), conegut també com a Njanmak en la llengua aborigen mayali, és un marsupial carnívor originari d'Austràlia. És la més petita de les quatre espècies de gat marsupial australianes i no se'n distingeix cap subespècie. S'alimenta principalment d'invertebrats, però també menja fruits carnosos, així com una gran varietat de vertebrats com ara petits mamífers, ocells, sargantanes, serps i granotes. També és un animal carronyaire.